# Chironomus mongolcedeus
Chironomus mongolcedeus är en tvåvingeart som beskrevs av Sasa och Suzuki 1997. Chironomus mongolcedeus ingår i släktet Chironomus och familjen fjädermyggor. Inga underarter finns listade i Catalogue of Life.